# Fürstliche freie Zeichenschule Weimar
Die Fürstliche freie Zeichenschule, ursprünglich Fürstliche freye Zeichenschule, war eine Kunstschule in Weimar.
1776 wurde sie in Weimar auf gemeinsame Initiative des Gelehrten und Unternehmers, herzoglichen Geheimsekretärs und Schatullenbewahrers Friedrich Justin Bertuch (1747–1822) und des Malers Georg Melchior Kraus (1737–1806) von dem jungen Carl August (1757–1828), Herzog von Sachsen-Weimar-Eisenach gegründet. Die Bildungseinrichtung künstlerischer Ausrichtung wurde nach mehr als 150-jährigem Bestehen im Jahr 1930 geschlossen.
Einer der bedeutendsten Förderer, Schüler und Vortragenden war Johann Wolfgang von Goethe. Als Geheimer Rat führte er in den Jahren 1788 bis 1832 die Oberaufsicht über diese Einrichtung, die nicht zu verwechseln ist mit der 1860 gegründeten Großherzoglich-Sächsischen Kunstschule Weimar, aus der die Weimarer Kunsthochschule hervorging.
Die ursprünglich im Roten Schloss untergebrachten Unterrichtsräume wurden im Jahre 1807 aufgrund der gestiegenen Schülerzahl in das Fürstenhaus verlegt und befanden sich später teilweise an der Esplanade, teilweise im Großen Jägerhaus an der Marienstraße. In Letzterem wurde ab 1824/25 unter der Aufsicht der als Kustodin eingesetzten Malerin Louise Seidler (1786–1866) auch die Großherzogliche Kunstsammlung aufbewahrt.

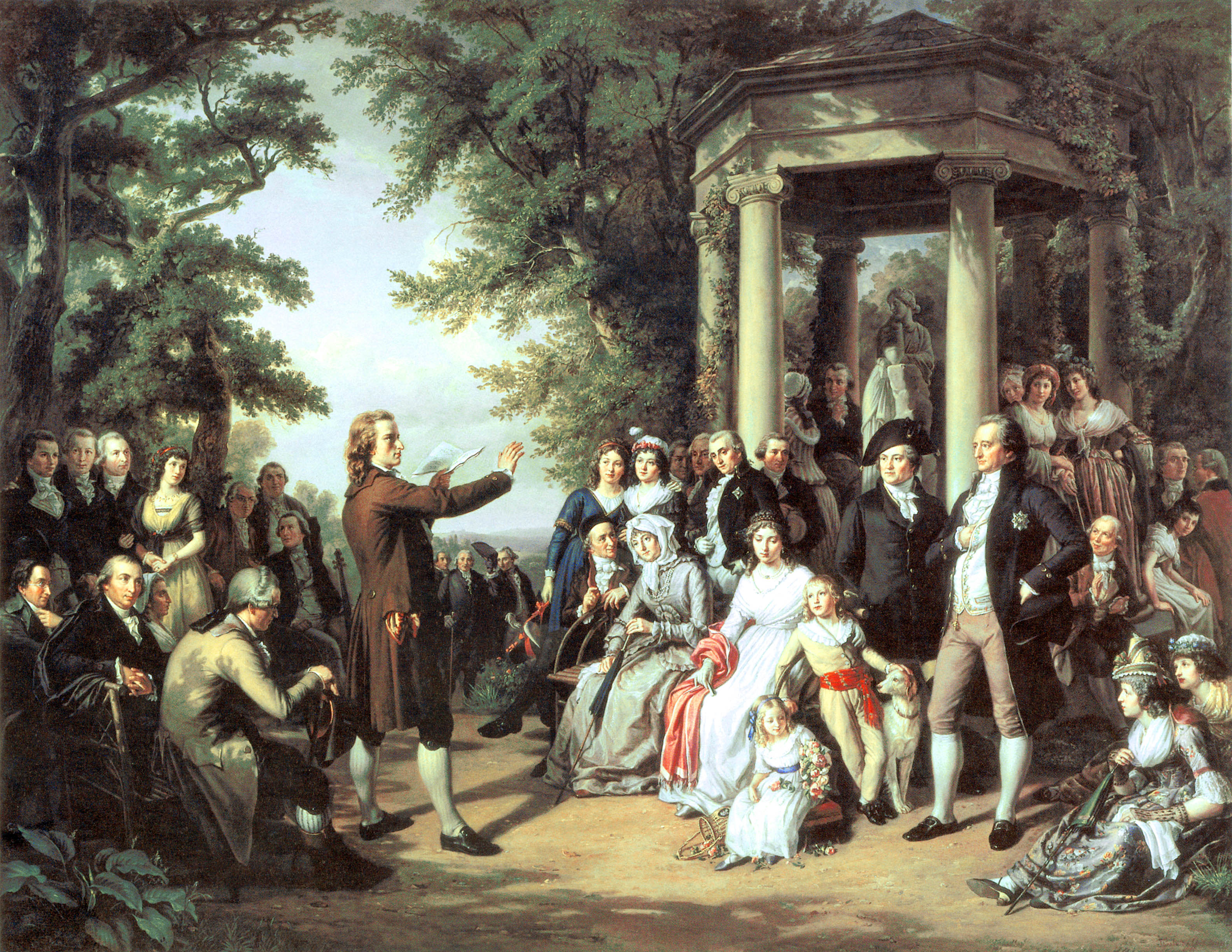
Theobald von Oer: Der Weimarer Musenhof. Das 1860, 55 Jahre nach dem Tod Schillers († 1805) entstandene Ölgemälde stellt eine Lesung des Dichters im Park des Schlosses Tiefurt dar. Unter den Zuhörern ist, stehend, rechts im Bild Goethe zu erkennen.

## Aufgaben und Bedeutung

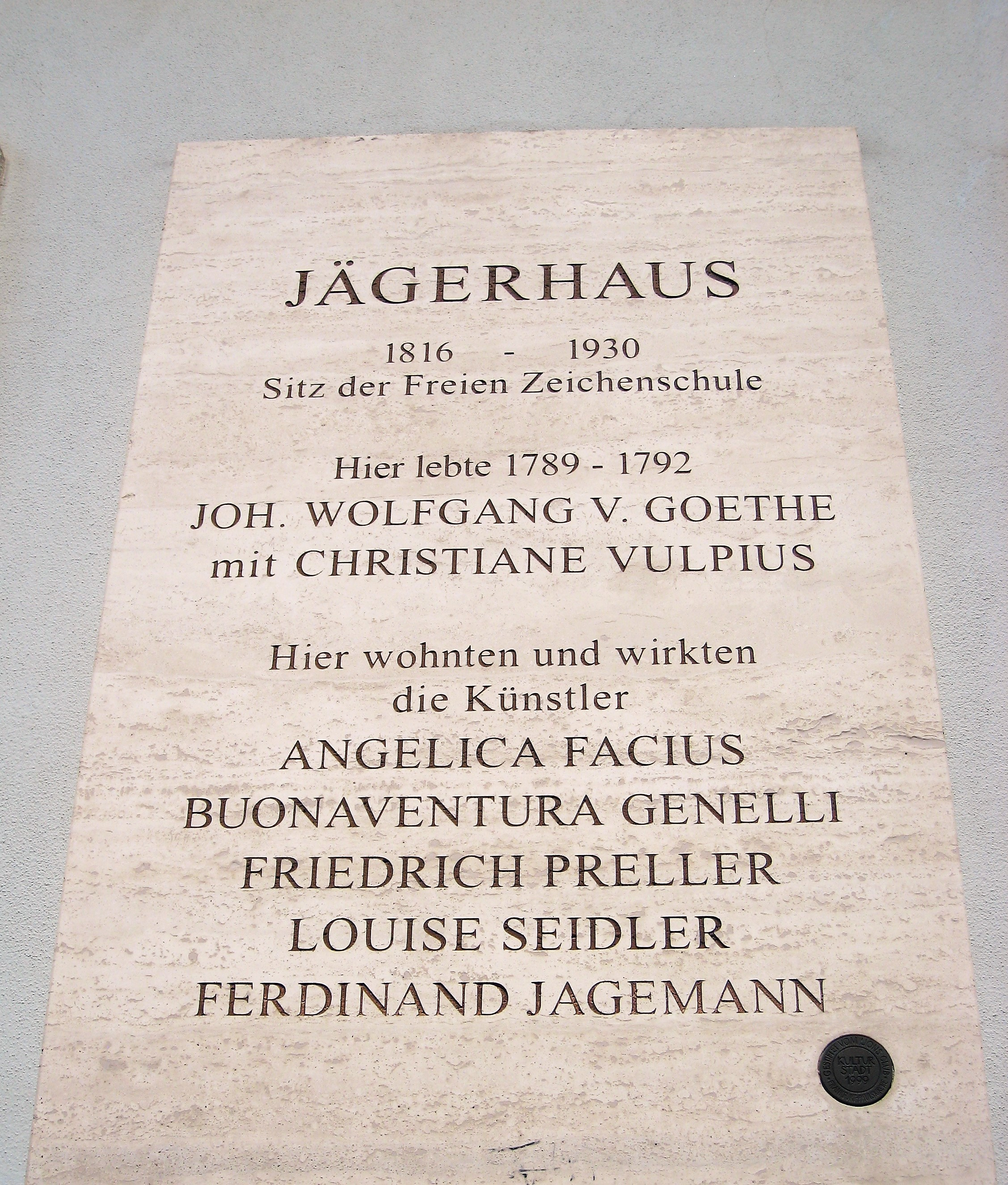
Gedenktafel in der Marienstraße

Die Gründung der Fürstlichen freien Zeichenschule ist ein deutliches Zeichen für das seit der zweiten Hälfte des 18. Jahrhunderts steigende Interesse höfischer und bürgerlicher Kreise für Kunst und Handwerk.
Ihre ursprüngliche, ganz im Geist der Aufklärung stehende Hauptaufgabe war die Unterweisung ortsansässiger Handwerker im Zeichnen, wobei das Ziel die Schärfung ihres Sinnes für die Ästhetik von Gebrauchsgütern war, die längerfristig zu einer allgemeinen Qualitätssteigerung der handwerklichen Produktion führen sollte. Zu den Unterrichtsfächern gehörten neben Zeichnen, Malen und Kupferstichkunde auch Baulehre, Mathematik und Altertumskunde. Um ein möglichst breites Publikum in diese Schulung des Geschmacks und des Schönheitssinnes einzubeziehen und an die Kunst heranzuführen, war die Einrichtung Schülern aller Altersstufen, Klassen und Stände sowie beiderlei Geschlechts frei zugänglich. Sie war daher eine wichtige Stätte für die Entdeckung und Förderung von Talenten und zog zahlreiche Künstler in den Ort der Weimarer Klassik und an seinen „Musenhof“.
Zur Vervollständigung der Kenntnisse und künstlerischen Fertigkeiten ihrer Schüler durch vergleichendes Sehen und Kopieren baute die Zeichenschule eine eigene, ab 1809 auch für Ausstellungen genutzte Sammlung von Vorlagenbildern auf, ab 1824/25 stand dafür im Großen Jägerhaus auch die 1837 wieder aufgelöste Großherzogliche Kunstsammlung zur Verfügung.
Die erstmals im Jahr 1779 veranstaltete jährliche „Ausstellung der Fürstlichen freien Zeichenschule“ gab den Schülern Gelegenheit, ihre Werke öffentlich zu zeigen. Die mit der Ausstellung verbundene Preisverleihung fand traditionsgemäß am 3. September, dem Geburtstag von Carl August, statt.
Von dieser Zeichenschule wurde die 1860 gegründete Großherzoglich-Sächsische Kunstschule Weimar als direkte Konkurrenz angesehen – ihr kam nunmehr auch Vorschulfunktion für diese Malerschule zu. Allerdings überlebte sie jene bis zu ihrer Auflösung im Jahr 1930.

## Direktoren der fürstlich freien Zeichenschule
- 1776–1806: Georg Melchior Kraus (1737–1806), Maler und Radierer, siehe oben
- 1807–1832: Johann Heinrich Meyer (1760–1832), Maler und Kunstschriftsteller, Freund Goethes, Lehrer seit 1795 ?
- 1833–1842: Johann Karl Ludwig (von) Schorn (1793–1842), Kunstgelehrter, Kustos der Großherzoglichen Kunstsammlung
- 1843–????: Adolf Schöll (1805–1882), Archäologe, Bibliothekar und Literaturhistoriker
- 1861–1868: Johann Christian Schuchardt (1799–1870), Kupferstecher, ehemaliger Privatsekretär Goethes.[4]
- 1868–1873: Friedrich Preller d. Ä. (1804–1878), ehemaliger Schüler, Maler und Radierer, Lehrer seit 1843[5]
- 1873–????: Sixtus Armin Thon (1817–1901), ehemaliger Schüler, Maler, Radierer und Lithograph, 1873 Direktor per Interim
- 1896–1917: Hugo Flintzer (1862–1917), Maler und (Schüler Max Thedys)
- 1917–1926: Franz Emil Goepfart (1866–1926), Maler (Schüler Max Thedys)
- 1926–1930: Arno Metzeroth (1871–1937), Maler (Schüler von Carl Frithjof Smith, Malgast der Künstlerkolonie Schwaan)

## Lehrer der Fürstlichen freien Zeichenschule
Neben den o. g. Direktoren unterrichteten an der Zeichenschule unter anderem:
- 1776: Martin Klauer (1742–1801), Bildhauer
- 1776: Konrad Horny (1764–1807), Kupferstecher und Maler
- 1788: Johann Christian Ernst Müller (1766–1826), Zeichner und Kupferstecher
- 1790: Adolph Friedrich Rudolph Temler (1766–1835), Maler und Zeichner
- vor 1820: Ferdinand Jagemann (1780–1820), Maler
- 1813: Carl Wilhelm Lieber  (1791–1861), Maler und Zeichner
- 1875: Emil Zschimmer (1842–1917), Maler

## Schüler der Fürstlichen freien Zeichenschule
nach Geburtsjahr geordnet:

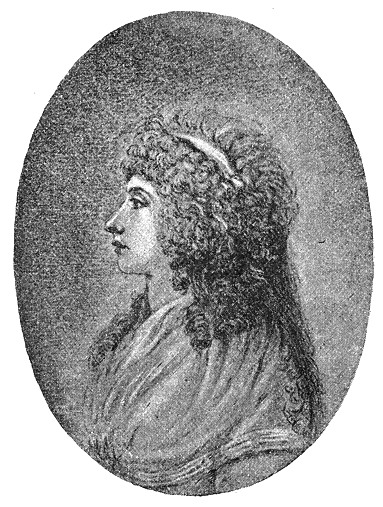
Charlotte von Stein: Selbstporträt, 1790

- Charlotte von Stein (1742–1827), Hofdame, Vertraute Goethes
- Johann Wolfgang von Goethe (1749–1832) und sein Enkel Wolfgang
- Corona Schröter (1751–1802), Sängerin und Schauspielerin, Mittelpunkt von Goethes Liebhabertheater
- Fritz von Stein (1772–1844), Sohn der Frau von Stein, Schützling Goethes
- Caroline Jagemann (1777–1848), Sängerin und Schauspielerin, Geliebte des Herzogs Carl August von Sachsen-Weimar
- Julie von Egloffstein (1792–1869), Hofdame, spätere Malerin
- Franz Horny (1798–1824), späterer Maler
- Friedrich Preller der Ältere (1804–1878), späterer Maler, Lehrer und Direktor der Schule (siehe oben)
- Franziska Schultze (1805–1864), spätere Blumenmalerin
- Angelica Facius (1806–1887), spätere Bildhauerin, Medailleurin und Gemmenschneiderin
- Adolph Straube (1810–1839), späterer Bildhauer
- Ferdinand Konrad Bellermann (1814–1889), späterer Landschaftsmaler
- Friedrich August Mardersteig (1814–1899), späterer Maler
- Sixtus Armin Thon (1817–1901), späterer Maler und Direktor der Schule per Interim (siehe oben)
- Carl Hummel (1821–1906), späterer Maler
- August Lieber (1828–1850), Maler
- Anton Weber (1833–1909), Maler und Hochschullehrer in Berlin
- Karl Hagemeister (1848–1933), späterer Maler
- Magda Langenstraß-Uhlig (1888–1965), spätere Absolventin der Großherzoglich-Sächsischen Kunstschule
- Marianne Brandt (1893–1983), spätere Malerin, Bildhauerin und Designerin am Bauhaus
- Carl Hüttner, späterer Hofstuckateur